# チロル観光

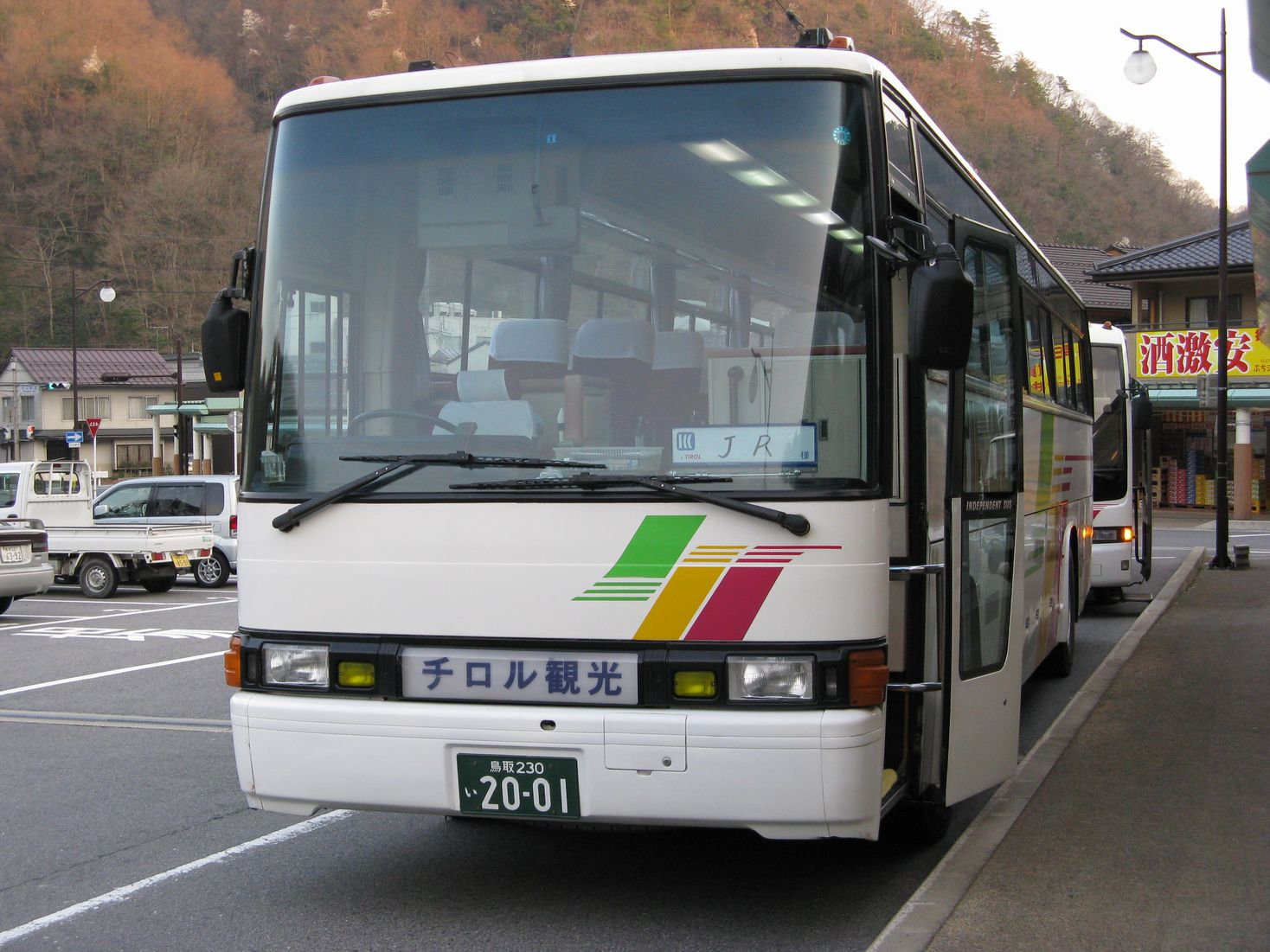
JR伯備線不通代行バス（2009年4月9日、生山駅前にて）

チロル観光（チロルかんこう）は、鳥取県日野郡江府町に本拠を持つ観光バス会社。
正式社名は株式会社チロルだが、一般にはチロル観光の名称が使われている。

## 事業内容
- 貸切バス（保有台数：18台）
- 旅行業（ちろりんツアー）
- レンタカー事業
- 鳥取県立日野高等学校スクールバスの運行受託

## 関連会社
- 川上運輸

## 車両
- 日野自動車製が大半である。
  - 主力車種 - 日野セレガ